# Андрухаев, Хусен Борежевич

Андрухаев Хусен Борежевич Герой Советского Союза. Мемориальная доска на Майкопском педагогическом колледже.

Хусен Борежевич Андрухаев (2 марта 1920 — 8 ноября 1941) — адыгейский советский журналист, поэт, Герой Советского Союза посмертно. Политрук роты 733-го стрелкового полка 136-й стрелковой дивизии 18-й армии Южного фронта, младший политрук.

## Биография
Хусен Борежевич Андрухаев родился 2 марта 1920 года в ауле Хакуринохабль (ныне — в Шовгеновском районе, Республика Адыгея) в крестьянской семье. Адыг (черкес). В 1935 году поступил в Адыгейский педагогический техникум. В этом же году принял участие в совещании молодых писателей в Ростове-на-Дону. С 1939 года, по окончании техникума, работал в редакции местной газеты, с июня того же года — корреспондентом областной газеты «Социалистическая Адыгея». Журналист, поэт.
В Красной Армии с января 1940 года. С 1941 года, по окончании Сталинградского военно-политического училища, — младший политрук, затем был назначен политруком роты 733-го стрелкового полка 136-й стрелковой дивизии 18-й армии.

### Подвиг
8 ноября 1941 года в ожесточённом бою на окраине села Дьяково Антрацитовского района Ворошиловградской области немцы, получив подкрепление в танках и живой силе, ведя ожесточённый артиллерийский и миномётный огонь, стремились как можно быстрее овладеть селом. Надо было остановить их и задержать, пока подойдут резервы. В бою погиб командир роты. Случилась обычная в таких случаях растерянность бойцов. И тут раздался громкий голос: — Слушай мою команду! — поднявшись во весь рост, младший политрук Х. Андрухаев первым устремился в атаку. За ним пошли уцелевшие бойцы роты. Но противник, во много раз превосходивший атакующих, окружал красноармейцев, стремясь прежде всего взять в плен командира (Андрухаева). Он остался прикрывать вынужденный отход подразделения.
Когда закончились патроны и немцы его окружили, он взял в обе руки противотанковые гранаты, подпустив противника на 4 метра, с криком «Возьмите, гады!» подорвал себя и подступивших вражеских солдат.
Указом Президиума Верховного Совета СССР «О присвоении звания Героя Советского Союза начальствующему и рядовому составу Красной Армии» от 27 марта 1942 года за «образцовое выполнение боевых заданий командования и проявленные при этом доблесть и мужество» удостоен посмертно звания Герой Советского Союза.
Похоронен в братской могиле в селе Дьяково, Луганская Народная Республика, Россия.

## Награды
- Медаль «Золотая Звезда» Героя Советского Союза
- Орден Ленина

## Творчество
Первое стихотворение Андрухаева на адыгейском языке «Шехурадже» было опубликовано в печати в 1934 году.
Наиболее известны стихи «У портрета Маяковского», «Две жизни», «Два аула». В 1971 году в Майкопе вышел его сборник «Я буду петь», в 1976 году — сборник на русском и адыгейском языках «Считайте меня живым», который был удостоен литературной премии Кубанского комсомола имени Н. Островского.

## Память

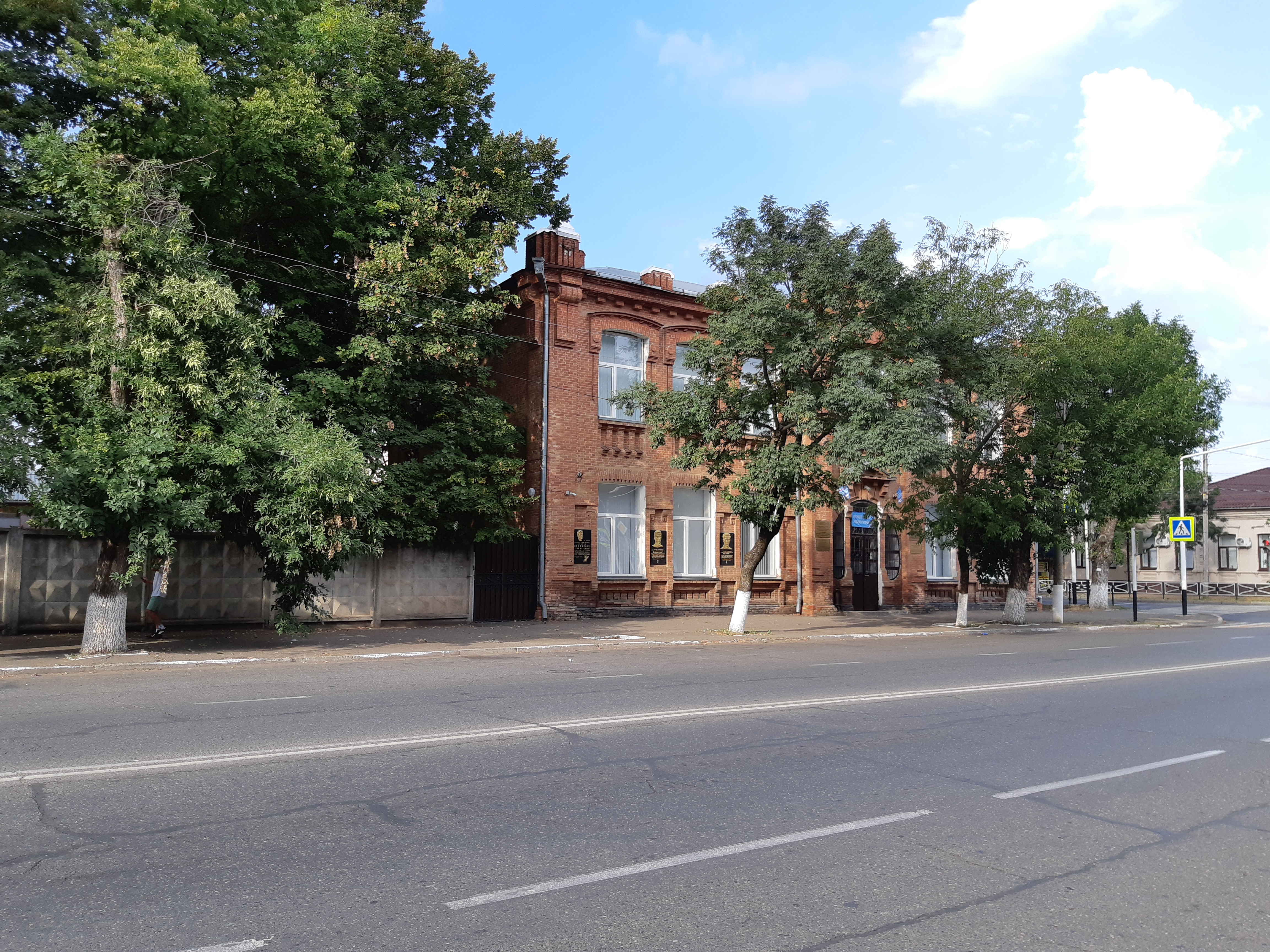
На здании педучилища, в котором учился Герой, установлена мемориальная доска

- Именем Андрухаева названы улицы в Майкопе, Адыгейске, Тлюстенхабле, Хакуринохабле, Тахтамукае, Яблоновском, Старобжегокае и в селе Дьяково.
- Имя Героя носит небольшой теплоход, осуществляющий рейсы между Анапой и Джемете.
- Имя Героя носит Адыгейский педагогический колледж в Майкопе, на котором ему установлена мемориальная доска.
- В родном ауле Хакуринохабль и в селе Дьяково установлены памятники и открыты музеи.
- В селе Дьяково Луганской области установлен памятник Герою Советского Союза Хусену Андрухаеву[6][7].

## Интересный факт
В октябре 1942 года Герою Советского Союза Николаю Ильину вручили снайперскую винтовку имени Хусена Андрухаева, на прикладе которой командование прикрепило металлическую пластинку с надписью «Имени Героя Советского Союза Х. Андрухаева».